# Бялик Михайло Григорович
Михайло Григорович Бялик (13 березня 1929, Київ — 16 жовтня 2022, Гамбург) — радянський і російський музикознавець та піаніст. Заслужений діяч мистецтв РРФСР. Почесний член Філармонічного товариства Санкт-Петербурга. Професор.

## Біографія
Закінчив Київську консерваторію як музикознавець (1951, по класу Г. Л. Кисельова) і як піаніст (1953, по класу Е. М. Співака і А. М. Луфера), аспірантуру Науково-дослідного інституту театру та музики в Ленінграді (1958, по класу Ю. В. Келдиша).
Кандидат мистецтвознавства (1969).
У 1951—1954 — викладав у Дніпропетровському музичному училищі.
Професор Санкт-Петербурзької державної консерваторії імені М. А. Римського-Корсакова та Санкт-Петербурзької державної академії театрального мистецтва.
Секретар Спілки композиторів Росії. Член правління, голова секції критики та музикознавства Спілки композиторів Санкт-Петербурга і член правління Спілки театральних діячів Санкт-Петербурга.
Автор монографічних книг і нарисів про російських композиторів, диригентів та співаків, статей в російських та зарубіжних енциклопедіях. Постійно виступав з рецензіями, оглядами та статтями про музично-театральне життя.
Був одружений, виховав дочку. Важко переживав російське вторгнення в Україну, виступав з його різким засудженням. Помер уві сні на 94-му році життя 16 жовтня 2022 року.

## Звання, нагороди
- Заслужений діяч мистецтв РРФСР.
- Ордена Дружби (2003).[2]

## Публікації

### Книги
- Бялик М. Г. Георгий Никифорович Носов. Критико-биографический очерк. — Л., 1957.
- Бялик М. Г. В. Чистяков. «Песнь труда и борьбы». — Л., 1958.
- Бялик М. Г. Н. Червинский. Балет «Родные поля». — Л., 1958.
- Бялик М. Г. Л. Н. Ревуцкий: Очерк жизни и творчества. — М., 1963.
- Бялик М. Г., Чернов А. А. О легкой музыке. О джазе. О хорошем вкусе. — М. — Л., 1965.
- Бялик М. Г. Музыка и музыканты Ленинграда. — Л., 1965. 2-е изд.: Л., 1969.
- Бялик М. Г. Евгений Мравинский. Творческий портрет. М., 1977; 2-е изд.: М., 1982.

### Статті
| - Бялик М. Ново, талантливо, но… // Сов. музыка. 1962. № 1. - Бялик М. Еще раз о песне // Сов. музыка. 1972. № 11. - Бялик М. Рыцарь музыки // Муз. жизнь. 1973. № 12. - Бялик М. Г. Песня // История музыки народов СССР, V том, 1956—1967. М.: Сов. композитор, 1974. С. 320—347. - Бялик М. Обреченность зла // Сов. балет. 1985. № 2. - Бялик М. Об Алексее Николаеве [Архівовано 15 червня 2017 у Wayback Machine.] // Алеша Николаев. Произведения для фортепиано. Ленинград, «Советский композитор», ленинградское отделение. 1986. - Бялик М. Уроки мастера // Сов. музыка. 1989. № 12. - Бялик М. «Я считаю свою жизнь счастливой» [Архівовано 4 березня 2016 у Wayback Machine.] // Сов. музыка. 1990. № 10. - Бялик М. Наш человек в Париже // Муз. академия, 1992. № 1.- С. 137—139. - Бялик М. Г. Оперное творчество Вебера в России // Ф. Мендельсон-Бартольди и традиции музыкального профессионализма: Сборник научных трудов / Сост. Г. И. Ганзбург. — Харьков, 1995. — C. 90 — 103. - Бялик М. Стравинский — не «по-стравински» // Муз. академия, 1996. № 2.- С.62-64. - Бялик М. Лятошинский, Мравинский и др. // Муз. академия, 1996. № 1.- С. 39-43. - Бялик М. О Гарри Купфере // Муз. академия, 1998. т. № 2.- С.78-85. - Бялик М. Глинка — Щедрин: художественные параллели // Муз. академия, 2005. № 2. — С. 79-83. - Бялик М. Выбирая из множества смыслов // Муз. академия, 2006. № 3.- С.159-163. - Бялик М. и Е. Для нас он остается живым // Муз. Академия, 2009.- С. 174—178. - Бялик М. Осень еще не пришла к патриарху // Муз. Академия, 2009.-С. 100—102. - Бялик М. Заметки небеспристрастного критика // Муз. Академия, 2009.-С. 1-6. - Бялик М. Режиссура в дирижерском театре // Муз. Академия, 2010.- С. 7-12. - Бялик М. По Булгакову // Муз. Академия, 2011.- С. 74-77. - Бялик М. Покровский вчера, сегодня, завтра // Муз. академия, 2012.- С. 49-60. |